# Cai Yun
Cai Yun (Suzhou, 19 de janeiro de 1980) é um jogador de badminton chinês. campeão olímpico, especialista em duplas

## Carreira
Cai Yun representou seu país nos Jogos Olímpicos de Verão de 2004 a 2012 conquistando a medalha de ouro, nas duplas em 2012.